# Matevž Skok
Matevž Skok (Celje, 2 de septiembre de 1986) es un jugador de balonmano esloveno que juega como portero en el Gorenje Velenje y en la selección de balonmano de Eslovenia.
Con la selección ha ganado la medalla de bronce en el Campeonato Mundial de Balonmano Masculino de 2017.
Fue uno de los porteros más reconocidos de Europa, habiendo realizado grandes partidos. Algunos ejemplos son: el partido contra la Selección de balonmano de España en el Preolímpico para los Juegos Olímpicos de Río de Janeiro 2016 y frente a la Selección de balonmano de Macedonia en el Campeonato Mundial de Balonmano Masculino de 2017.

## Palmarés

### Gorenje Velenje
- Liga de balonmano de Eslovenia (1): 2009
- Copa de Eslovenia de balonmano (1): 2003

### RK Celje
- Liga de balonmano de Eslovenia (2): 2014, 2015
- Copa de Eslovenia de balonmano (4): 2012, 2013, 2014, 2015

### RK Zagreb
- Liga de Croacia de balonmano (2): 2017, 2018
- Copa de Croacia de balonmano (2): 2017, 2018

### Sporting CP
- Copa de Portugal de balonmano (1): 2022

## Clubes
- Gorenje Velenje (2001-2011)
- RK Celje (2011-2015)
- TuS Nettelstedt-Lübbecke (2015-2016)
- RK Zagreb (2016-2018)[8]
- Sporting CP (2018-2022)
- Gorenje Velenje (2022- )